# Perimele (filla d'Hipodamant)
Segons la mitologia grega, Perimele (en grec antic: Περιμήλη) o Perimela va ser una filla d'Hipodamant, cabdill etoli.
Segons el relat de les Metamorfosis d'Ovidi, Perimele era una jove estimada pel déu-riu Aqueloos i el seu pare, per castigar aquest estupre, la va llençar al mar. Però Aqueloos va aconseguir que Posidó, la transformés en una illa i es convertís, així, en immortal.